# Dulce (rzeka w Gwatemali)

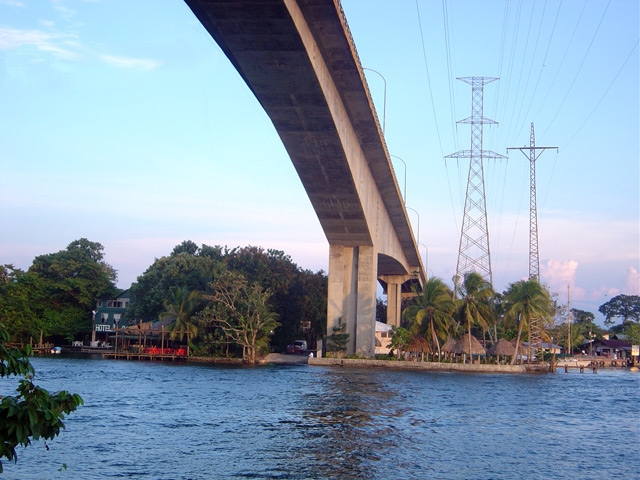
Most nad rzeką Dulce

Dulce (hiszp. Río Dulce) – rzeka w północno-zachodniej Gwatemali, w departamencie Izabal. Wypływa z jeziora Izabal na wysokości 8 m n.p.m. Po kilkunastu kilometrach rozszerza się tworząc niewielkie jezioro El Golfete. Po opuszczeniu jeziora płynie dalej na wschód, tworząc meandry w głębokim na 100 m wąwozie. Dulce uchodzi do zatoki Amatique (część Zatoki Honduraskiej) niedaleko miasta Livingston.
Brzegi rzeki Dulce porasta las z bogatą florą (m.in. drzewo tekowe, mahoń) i fauną (m.in. wyjce, tukany). Powołano tutaj Parque Nacional Río Dulce. Obszar ten stanowi ważny region turystyczny Gwatemali. Popularne są zwłaszcza wycieczki statkami turystycznymi. Nad jej brzegiem powstały liczne mariny i niewielkie ośrodki turystyczne.
Nad rzeką Dulce, w pobliżu jeziora Izabal, zbudowano jeden z największych mostów Ameryki Środkowej. Łączy on miejscowości Fronteras i Rellenos.